# Leichtathletik-Weltmeisterschaften 2011/4 × 400 m der Frauen

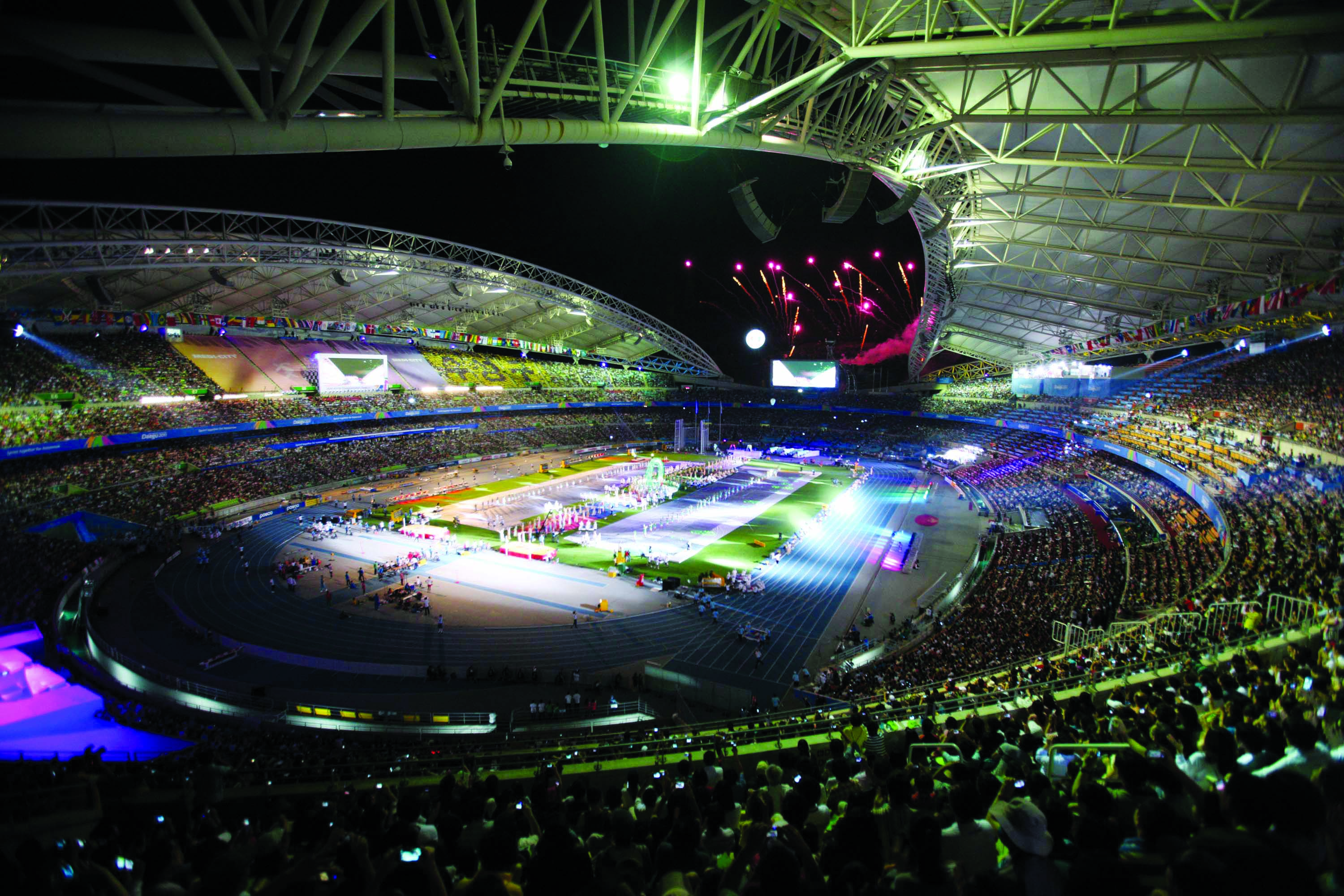
Das Daegu-Stadion im Jahr 2010

Die 4-mal-400-Meter-Staffel der Frauen bei den Leichtathletik-Weltmeisterschaften 2011 wurde am 2. und 3. September 2011 im Daegu-Stadion der südkoreanischen Stadt Daegu ausgetragen.
Weltmeister wurden die Vereinigten Staaten in der Besetzung Sanya Richards-Ross (Finale), Allyson Felix (Finale), Jessica Beard und Francena McCorory sowie den im Vorlauf außerdem eingesetzten Natasha Hastings und Keshia Baker.

Den zweiten Platz belegte Jamaika mit Rosemarie Whyte, Davita Prendergast, Novlene Williams-Mills (Finale) und Shericka Williams (Finale) sowie den im Vorlauf außerdem eingesetzten Shereefa Lloyd und Patricia Hall.

Bronze ging an Großbritannien (Perri Shakes-Drayton, Nicola Sanders, Christine Ohuruogu, Lee McConnell).
Auch die nur im Vorlauf eingesetzten Läuferinnen erhielten entsprechendes Edelmetall. Rekorde und Bestleistungen standen dagegen nur den tatsächlich laufenden Athletinnen zu.

## Bestehende Rekorde
| Weltrekord | 3:15,17 min | Sowjetunion (Tazzjana Ljadouskaja, Olga Nasarowa, Marija Pinigina, Olha Bryshina) | OS in Seoul Südkorea        | 1. Oktober 1988 |
| WM-Rekord  | 3:16,71 min | USA (Gwen Torrence, Maicel Malone-Wallace, Natasha Kaiser-Brown, Jearl Miles)     | WM in Stuttgart Deutschland | 22. August 1993 |

Der bestehende WM-Rekord wurde bei diesen Weltmeisterschaften nicht eingestellt und nicht verbessert.
Es gab eine Weltjahresbestleistung und zwei Landesrekorde.
- Weltjahresbestleistung:
- 3:18,09 min – USA (Sanya Richards-Ross, Allyson Felix, Jessica Beard, Francena McCorory), Finale am 3. September
- Landesrekorde:
- 3:27,48 min – Irland (Marian Andrews-Heffernan, Joanne Cuddihy, Claire Bergin, Michelle Carey), 3. Vorlauf am 2. September
- 3:18,71 min – Jamaika (Rosemarie Whyte, Davita Prendergast, Novlene Williams-Mills, Shericka Williams), Finale am 3. September

## Doping
Hier gab es drei Dopingfälle:
- Russland, zunächst auf dem dritten Platz. Ein Mitglied dieser Staffel, die Läuferin Anastassija Kapatschinskaja, hatte, wie Nachtests ergaben, wie zwei weitere Athleten Steroide bei den Olympischen Spielen 2008 eingesetzt, was zu einer Sperre von vier Jahren führte. Kapatschinskajas seit August 2008 erzielten Resultate wurden gestrichen, darunter auch ihr dritter Rang im 400-Meter-Einzelrennen und der dritte Platz der russischen 4-mal-400-Meter-Staffel bei diesen Weltmeisterschaften.[2]
- Ukraine, zunächst auf dem fünften Platz. Mitglied dieser Staffel war Antonina Jefremowa. Sie wurde zusammen mit zwei weiteren Sportlerinnen bei Nachtests zu diesen Weltmeisterschaften positiv getestet. In ihrem Fall wurden synthetische Hormone gefunden. Die drei Athletinnen wurden für jeweils zwei Jahre gesperrt, Jefremowas WM-Resultate von Daegu im 400-Meter-Einzelrennen, wo sie im Halbfinale ausgeschieden war, und ihr fünfter Platz mit der 4-mal-400-Meter-Staffel wurden annulliert.[3]
- Türkei. in der Vorrunde ausgeschieden. Pınar Saka, Mitglied dieser Staffel, verstieß, wie sich 2013 herausstellte, im Juni 2010 gegen die Antidopingbestimmungen. Der Verstoß wurde mit einer dreijährigen Sperre bis zum 2. Juni 2016 geahndet und Sakas Resultate von den Weltmeisterschaften 2011 im 400-Meter-Einzelrennen, wo sie der Vorrunde ausgeschieden war, sowie auch in der 4-mal-400-Meter-Staffel wurden gestrichen.[4]

Benachteiligt wurde zumindest das Team aus Italien, dem die Finalteilnahme verwehrt blieb. Bezieht man die Disqualifikation der Russinen auch auf den Vorlauf (in dem Kapatschinskaja allerdings nicht eingesetzt wurde), so hätten auch die Kubanerinnen ein Startrecht im Finale gehabt.

## Vorrunde
Die Vorrunde wurde in drei Läufen durchgeführt. Die ersten beiden Staffeln pro Lauf – hellblau unterlegt – sowie die darüber hinaus zwei zeitschnellsten Teams – hellgrün unterlegt – qualifizierten sich für das Finale.

### Vorlauf 1
2. September 2011, 12:10 Uhr
| Platz | Staffel     | Besetzung                                                                         | Zeit (min)                        |
| ----- | ----------- | --------------------------------------------------------------------------------- | --------------------------------- |
| 1     | USA         | Natasha Hastings (Vorlauf) Jessica Beard Francena McCorory Keshia Baker (Vorlauf) | 3:23,57                           |
| 2     | Belarus     | Hanna Reischal Juljana Juschtschanka Ilona Ussowitsch Swjatlana Ussowitsch        | 3:24,28                           |
| 3     | Deutschland | Janin Lindenberg Esther Cremer Lena Schmidt Claudia Hoffmann                      | 3:27,31                           |
| 4     | Frankreich  | Phara Anacharsis Muriel Hurtis Marie Gayot Floria Gueï                            | 3:28,02                           |
| 5     | Australien  | Caitlin Sargent Caitlin Pincott Lauren Boden Anneliese Rubie                      | 3:32,27                           |
| DNF   | Kasachstan  | Alexandra Kusina Wiktorija Jalowzewa Marina Masljonko Tatjana Chadschimuradowa    |                                   |
| DOP   | Ukraine     | Natalija Pyhyda Olha Sawhorodnja (Vorlauf) Hanna Jaroschtschuk Antonina Jefremowa | 3:24,13 für das Finale zugelassen |

### Vorlauf 2
2. September 2011, 12:21 Uhr
| Platz | Staffel    | Besetzung                                                                                   | Zeit (min)                        |
| ----- | ---------- | ------------------------------------------------------------------------------------------- | --------------------------------- |
| 1     | Nigeria    | Omolara Omotosho Muizat Ajoke Odumosu Margaret Etim Bukola Abogunloko                       | 3:25,59                           |
| 2     | Tschechien | Denisa Rosolová Zuzana Bergrová Jitka Bartoničková Zuzana Hejnová                           | 3:26,01                           |
| 3     | Kuba       | Aymée Martínez Diosmely Peña Susana Clement Daisurami Bonne                                 | 3:26,74                           |
| 4     | Kanada     | Adrienne Power Esther Akinsulie Jenna Martin Lemlem Bereket                                 | 3:27,92                           |
| 5     | Brasilien  | Geisa Aparecida Coutinho Bárbara de Oliveira Joelma Sousa Jaílma de Lima                    | 3:32,43                           |
| DOP   | Russland   | Xenija Wdowina (Vorlauf) Xenija Sadorina (Vorlauf) Ljudmila Litwinowa Antonina Kriwoschapka | 3:20,94 für das Finale zugelassen |

### Vorlauf 3
2. September 2011, 12:32 Uhr
| Platz | Staffel             | Besetzung                                                                           | Zeit (min)                                     |
| ----- | ------------------- | ----------------------------------------------------------------------------------- | ---------------------------------------------- |
| 1     | Jamaika             | Rosemarie Whyte Shereefa Lloyd (Vorlauf) Patricia Hall (Vorlauf) Davita Prendergast | 3:22,01                                        |
| 2     | Großbritannien      | Christine Ohuruogu Nicola Sanders Lee McConnell Perri Shakes-Drayton                | 3:23,05                                        |
| 3     | Italien             | Chiara Bazzoni Maria Enrica Spacca Libania Grenot Marta Milani                      | 3:26,48 eigentlich für das Finale qualifiziert |
| 4     | Irland              | Marian Andrews-Heffernan Joanne Cuddihy Claire Bergin Michelle Carey                | 3:27,48 NR                                     |
| 5     | Volksrepublik China | Chen Yanmei Tang Xiaoyin Zheng Zhihui Chen Jingwen                                  | 3:32,39                                        |
| 6     | Südkorea            | Woo Yu-jin Lee Ha-ni Park Seong-myun Oh Se-ra                                       | 3:43,22                                        |
| DOP   | Türkei              | Nagihan Karadere Birsen Engin Meliz Redif Pınar Saka                                | 3:32,15                                        |

## Finale
3. September 2011, 20:40 Uhr
| Platz | Staffel        | Besetzung | Zeit (min) |
| ----- | -------------- | --- | ---------- |
| 1     | USA            | Sanya Richards-Ross (Finale) Allyson Felix (Finale) Jessica Beard Francena McCorory im Vorlauf außerdem: Natasha Hastings Keshia Baker                     | 3:18,09 WL |
| 2     | Jamaika        | Rosemarie Whyte Davita Prendergast Novlene Williams-Mills (Finale) Shericka Williams (Finale) im Vorlauf außerdem: Shereefa Lloyd Patricia Hall            | 3:18,71 NR |
| 3     | Großbritannien | Perri Shakes-Drayton Nicola Sanders Christine Ohuruogu Lee McConnell                                                                                       | 3:23,63    |
| 4     | Belarus        | Hanna Reischal Juljana Juschtschanka Ilona Ussowitsch Swjatlana Ussowitsch                                                                                 | 3:25,24    |
| 5     | Tschechien     | Denisa Rosolová Zuzana Bergrová Jitka Bartoničková Zuzana Hejnová                                                                                          | 3:26,57    |
| 6     | Nigeria        | Omolara Omotosho Muizat Ajoke Odumosu Margaret Etim Bukola Abogunloko                                                                                      | 3:29,82    |
| DOP   | Russland       | Antonina Kriwoschapka Natalja Antjuch (Finale) Ljudmila Litwinowa Anastassija Kapatschinskaja (Finale) im Vorlauf außerdem: Xenija Wdowina Xenija Sadorina | 3:19,36    |
| DOP   | Ukraine        | Natalija Pyhyda Anastassija Rabtschenjuk (Finale) Hanna Jaroschtschuk Antonina Jefremowa im Vorlauf außerdem: Olha Sawhorodnja                             | 3:23,86    |

## Video
- World Championships 2011 4x400M Relay Women's Final, youtube.com, abgerufen am 7. Januar 2021